# Boeing 702
Boeing 702 (рус. Боинг 702) — космическая платформа производства американской компании Boeing, используемая для создания средних и тяжелых геостационарных телекоммуникационных спутников связи. Первоначально была известна под названиями BSS-702 и HS-702. Выпускается на фабриках компании Боинг в Эль-Сегундо (Калифорния). Впервые представлена в 1995 году.
На март 2012, всего было заказано 39 спутников связи этой модели, 25 из которых уже запущены и ещё 14 находятся на разных стадиях производства.

## История
Боинг 702 был анонсирован в октябре 1995 года компанией Hughes Space and Communications Co. 
Первый спутник 702 был запущен в 1999 году. Он мог нести более 100 ретрансляторов и обеспечивать любые частоты связи.
В марте 2010 года компания  объявила, что начнет продавать свой спутник 702 под двумя названиями: Boeing 702HP(высокая мощность)  и Boeing 702MP(средняя мощность).  А в  2012 году компания Boeing представила Boeing 702SP(малая платформа). Из-за его меньшей массы и веса, два спутника 702SP могут быть запущены на одной ракете-носителе.В мае 2013 года боинг 702SP прошел критическую проверку конструкции.

## Архитектура Боинг 702
Как и большинство спутниковых платформ, "Боинг 702" состоит из двух основных модулей: платформы и модуля полезной нагрузки.
- Платформа несёт все основные служебные системы спутника: солнечные и аккумуляторные батареи, апогейный двигатель с цистернами для горючего, двигатели коррекции и удержания, а также другие служебные компоненты;
- на модуле полезной нагрузки (МПН) устанавливается всё ретрансляционное оборудование и антенны.

После того как полезная нагрузка адаптирована к пожеланиям заказчика, МПН устанавливается на платформу с использованием всего лишь шести электрических разъемов и четырёх креплений. Такая схема сборки уменьшает время разработки за счёт использования стандартных компонентов и уменьшает стоимость спутника.

### Двигательная установка
На КА устанавливается апогейный двухкомпонентный жидкостный ракетный двигатель (РД) тягой 445 Н, который используется для довывода с геопереходной на геостационарную орбиты. Для коррекции орбиты и удержания по долготе и наклонению традиционно используются несколько РД тягой 4 и 22 Н.

#### XIPS
Boeing 702HP оборудуется ксеноновым ионным двигателем XIPS (англ. Xenon Ion Propulsion System — «Ионная двигательная установка на ксеноне»), который может использоваться как для удержания по долготе и широте, так для довывода с геопереходной на геостационарную орбиты. XIPS в 10 раз более эффективен, чем обычные двухкомпонентные жидкостные топливные системы. Четыре 25-см двигателя обеспечивают удержание орбиты, используя лишь 5 кг топлива в год — значительно меньше, чем традиционные двухкомпонентные системы или системы на основе электрических термических двигателей (arcjet).
Использование XIPS для довывода с геопереходной на геостационарную орбиты почти вдвое снижает стартовую массу спутника и позволяет использовать более лёгкие ракеты-носители и/или увеличить массу полезной нагрузки.

### Солнечные батареи
В составе солнечных батарей на Боинг 702 используются двух- и трёхпереходные фотоэлементы основанные на арсениде галлия на германиевой подложке производства компании Spectrolab (подразделение Боинг). На новейшие спутники устанавливаются трёхпереходные фотоэлементы «Ultra» (Ultra Triple-Junction) со средней эффективностью 28,3 %. Максимальная мощность, вырабатываемая на борту, может достигать 18 кВт.

#### Проблема с концентраторами солнечных батарей
В своём первом варианте платформа Боинг 702 использовала солнечные батареи с концентраторами солнечного света для увеличения эффективности батарей. На первых шести спутниках на этой платформе возникла проблема с концентраторами — зеркалами, которые концентрируют свет на солнечных элементах. Со временем, их эффективность отражения снижалась, что привело к чрезмерному снижению мощности электрической системы в конце срока активной службы (САС). Так, в спутниках мощностью 16 КВт, мощность в конце САС должна была составить 15 КВт, но в реальности составила только 12 КВт.
Спутники, подверженные этому дефекту: Anik F1, Galaxy 11, PAS 1R, Thuraya 1, XM 1, и XM 2.
Для устранения проблемы, Боинг изменил конструкцию солнечных батарей и вместо концентраторов стал использовать элементы на основе трёхпереходных GaAs фотопреобразователей, с более высоким КПД.

### Характеристики платформ
В настоящее время Боинг выпускает три основные разновидности платформ: Boeing 702HP, Boeing 702SP и Boeing 702MP. Тяжёлый вариант платформы, Boeing 702HP, ранее был известен под названиями HS-702 и BSS-702. Вариант платформы предназначенный для постройки спутников мобильной связи, включающий большую развёртываемую антенну, первоначально носил название HS-GEM и BSS-GEM («GeoMobile»). В настоящее время этот вариант называется BSS-702HP-GEM и является вариантом Boeing 702HP.
Характеристики Boeing 702HP, Boeing 702SP и Boeing 702MP приведены в таблице:
| Boeing 702MP | 5800 — 6160 | 3582 — 3833 | 5,8 — 8,6 | 9,2      | 36,9 — 38,1 | 6 — 12    | Интелсат-22                   |
| Boeing 702HP | 5800 — 6160 | 3582 — 3833 | 5,8 — 8,6 | до 12,25 | до 48,1     | 13,8 — 18 | Inmarsat-5, DirecTV-10, NSS-8 |